# Planet Core Productions
Planet Core Productions (PCP) ist ein ehemaliges Musiklabel, das von 1989 bis 1997 existierte. Es wurde von Marc Trauner (alias Marc Acardipane) und Thorsten Lambart (alias Don Demon/Slam Burt) in Frankfurt am Main gegründet. Die sechste Veröffentlichung (PCP 006) des Labels gilt als erster Hardcore Techno Track der Welt: We Have Arrived von Mescalinum United, einem Pseudonym Acardipanes. Nach dem Ende von PCP gründete Acardipane die Labels Acardipane Records und Resident E Recordings.

## Geschichte
Planet Core Productions sowie eine ganze Reihe dazugehöriger Sublabels, veröffentlichten zahlreiche Hardcore-Techno- und Doomcore-, aber auch zum Beispiel Techno- und Hard-Trance-Tracks. Auf dem Hip-Hop-Sublabel Dope on Plastic wurde 1991 eine Platte des Rappers Da Germ (später eines der Mitglieder der Brothers Keepers) zusammen mit Bunker Youth veröffentlicht. PCP gilt als Kult-Label der Gabberszene, nicht zuletzt aufgrund der Klassiker 6 Million Ways To Die, Slaves To The Rave, Whurlstorm oder eben We Have Arrived.
Zwischen 1990 und 1995 veröffentlichte Planet Core Production die Compilationreihe Frankfurt Trax, von der es insgesamt 6 Ausgaben gab. Die Compilations enthielten neben PCP Tracks, auch Beiträge der Frankfurter Technogrößen Sven Väth, Mark Spoon, Pascal FEOS sowie DJ Dag.
Bekannt wurde PCP auch durch die hr3 Clubnight-Sendung am 23. Oktober 1993, die guten Zuspruch fand.